# Werner Foth
Werner Foth (* 25. April 1922 in Schwerte-Wandhofen; † 15. Dezember 1995 in Bremerhaven) war ein deutscher Politiker (CDU) und für Bremerhaven Mitglied der Bremischen Bürgerschaft sowie Geschäftsführer der IHK Bremerhaven.

## Biografie
Foth studierte und promovierte um 1953/54. Er war von 1955 bis 1965 Geschäftsführer bei der Industrie- und Handelskammer (IHK) in Kiel. Von 1965 bis 1982 war er als Nachfolger von August Dierks Hauptgeschäftsführer der IHK Bremerhaven; sein Nachfolger war Gerhard Fricke.
Er wurde Mitglied der CDU. Von 1971 bis 1979 war er Mitglied der 8. und 9. Bremischen Bürgerschaft und dort Mitglied verschiedener Deputationen, u. a. für die Häfen und für Wirtschaft. Für die CDU-Fraktion war er wirtschaftspolitischer Sprecher. Wegen der gescheiterten Ansiedlungen auf der Luneplate in Bremerhaven entstand ein heftiger Streit zwischen der SPD und Foth als Sprecher der CDU.

## Werke
- Die Fischindustrie Bremerhavens in den Jahren 1958 bis 1964. IHK Bremerhaven
- Denkschrift zur wirtschaftlichen Entwicklung des Unterweseraums, IHK Bremerhaven, 1968